# 京都市立日吉ヶ丘高等学校
京都市立日吉ヶ丘高等学校（きょうとしりつ ひよしがおかこうとうがっこう）は、京都府京都市東山区今熊野悲田院山町にある市立高等学校。

## 沿革
- 1949年（昭和24年） - 創設
- 1950年（昭和25年） - 京都市が要望していた泉山陵墓地の一部払下げが皇室経済会議で認められる。学校の敷地の一部となる[1]。
- 1980年（昭和55年） - 美術工芸科を京都市立銅駝美術工芸高等学校として独立

## 設置学科
- 普通科

## 著名な出身者
- 山前五十洋 - 映画監督、歌手倉木麻衣の実父
- 秦恒平 - 作家
- 松山猛 - 作詞家
- みなもと太郎 - 漫画家
- 川端義明 - NHK元アナウンサー
- 風吹ジュン - 女優[要出典]
- 中田雅喜 - 漫画家
- 大門実紀史 - 参議院議員
- 本庄知史 - 衆議院議員
- 三代目魚武濱田成夫 - 詩人、ミュージシャン（工芸科卒）
- トラウデン都仁 - 俳優
- 西村和彦 - 俳優、タレント
- 本山力 - 俳優
- 中野量太 - 映画監督
- 中野昭慶 - 特技監督
- 吉田敬 - 漫才師（ブラックマヨネーズ）
- 六車奈々 - 女優、モデル
- 姉小路祐 - 小説家
- 新保博久 - 文芸評論家
- たかだゆうこ - 元タレント
- 林家あずみ - 三味線漫談
- 藤本幸夫 - 富山大学名誉教授、朝鮮史[要出典]

## その他関係者
- 佐藤昭夫（元理科教諭、元日本共産党参議院議員：故人）
- 小坂英二　参議院議員百田尚樹公設秘書（日本保守党）：転校